# Haagse stoomtram

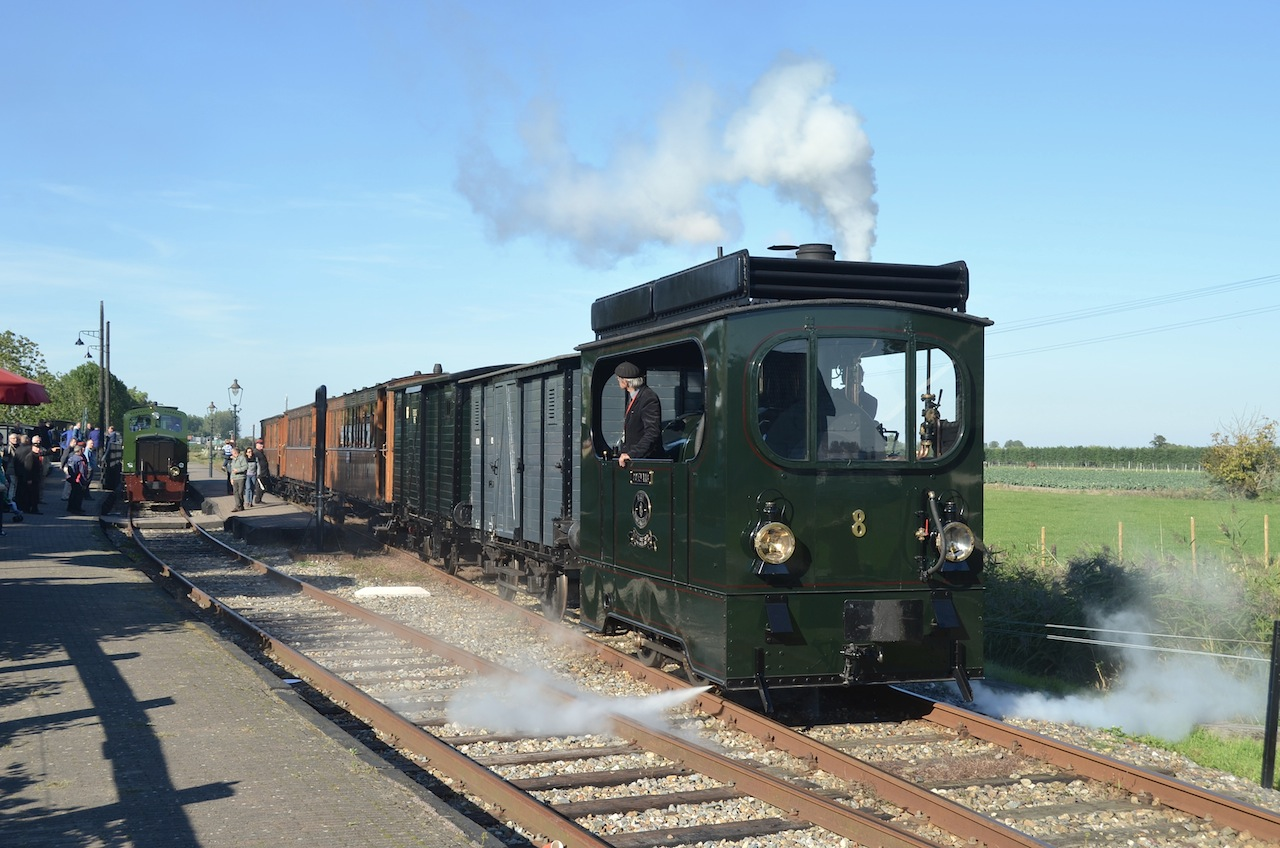
Stoomloc 8 van de Haagsche Tramweg-Maatschappij, bij de Stoomtram Hoorn-Medemblik te Wognum-Nibbixwoud; 29 september 2013. Foto: Erik Swierstra.

Haagse stoomtram is een verzamelnaam voor de stoomtrams die van 1 juli 1879 tot 1 oktober 1932 hebben gereden op diverse tramlijnen rond de Nederlandse stad Den Haag in Zuid-Holland, in het gebied dat tegenwoordig regio Haaglanden heet.

## Inleiding
Sinds 1864 was in Den Haag een paardentram operationeel, en daarmee de eerste tramlijn in de Benelux. Treinen bewogen zich al wel voort door middel van stoomtractie, maar wettelijke bepalingen verhinderden tot 1879 dat ook trams van deze wijze van aandrijving gebruik maakten.
In dat jaar verscheen een Koninklijk Besluit waarbij de eerste belemmeringen voor de aanleg van stoomtramlijnen werden opgeheven. Het directe gevolg was dat in het hiernavolgende decennium een felle concurrentie zou ontstaan tussen de Société Anonyme des Tramways de La Haye (TH), de concessiehouder van het paardentramnetwerk in Den Haag, en nieuwe gegadigden voor een stoomtramconcessie. In totaal zouden in Den Haag vijf stoomtramlijnen worden ingesteld: vier op nieuwe trajecten en één als vervanger van een bestaande paardentramlijn.
De TH, eigendom van een Belgisch consortium, droeg zijn activiteiten op 17 mei 1887 over aan de Haagsche Tramweg-Maatschappij (HTM), die voor een periode van 40 jaar de concessie voor Den Haag verwierf. Overigens vielen de op dat moment al bestaande stoomtramlijnen in Den Haag buiten die concessie.
Het is niet verwonderlijk dat de stoomtram primair werd ingezet op langere lijnen en niet zozeer op de bestaande lijnen in de Haagse binnenstad. De geografische situatie van Den Haag en omgeving, met grote stukken op dat moment nog onbebouwd gebied tussen Den Haag enerzijds en Scheveningen, Loosduinen, Rijswijk/Delft en Voorburg anderzijds leende zich goed voor de inzet van een sneller vervoermiddel dan de paardentram.
Een kenmerkend verschil met de bestaande paardentram was dat de vijf lijnen in eerste instantie door vijf verschillende maatschappijen werden geëxploiteerd. Het zou nog tot 1961 duren alvorens het openbaar vervoer per tram in de Haagse agglomeratie weer in handen van één maatschappij zou zijn. Het stoomtijdperk, dat de paardentram had overleefd, was toen echter al lang afgesloten en op zijn beurt achterhaald door een door elektrische tractie aangedreven tram.

## Geschiedenis van de lijnen

### De lijn Den Haag NRS - Scheveningen
De Nederlandsche Rhijnspoorweg-Maatschappij (NRS) was in Nederland al sinds 1845 actief met de exploitatie van spoorwegen. Nadat Den Haag in 1870 was aangesloten op haar netwerk, was er een directe verbinding met Utrecht, Arnhem en verder naar Duitsland ontstaan. Het lag voor de hand dat de NRS grote belangstelling had om dit netwerk, dat in Den Haag eindigde op het Rhijnspoorstation, te verlengen naar Scheveningen.

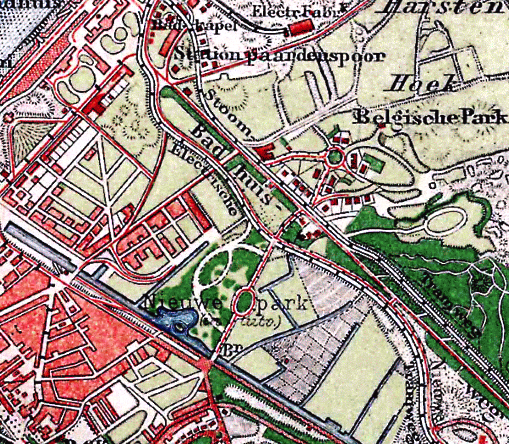
De ligging van de elektrische tramlijn en stoomtram in Scheveningen op een kaart uit 1900

De concessie werd door de Haagse gemeenteraad verleend in december 1878. Op 1 juli 1879 werd de lijn geopend, als eerste stoomtramlijn in Nederland en de Benelux. Het traject liep van station Rhijnspoor over de Koningskade, Raamweg en Badhuisweg naar Scheveningen Badhuis (het Kurhaus bestond op dat moment nog niet). 
Eigenlijk was het de bedoeling dat de spoorlijn naar Scheveningen door zou gaan. Toen dat niet doorging kwam er een stoomtramlijn. 
Om het overstappen te vergemakkelijken werd een deel van perron 1 voorzien van tramrails. Blijkbaar was dat geen succes, want later vertrokken de stoomtrams van het voorplein.
Het merkwaardige verschijnsel deed zich toen voor dat aan beide zijden van het Kanaal een tramlijn naar Scheveningen liep: over de Koningskade de stoomtram van de NRS en over de Koninginnegracht de paardentram van de TH. Deze parallelle situatie zou voortduren tot september 1957 en mei 1958, toen de lokaaldienst Scheveningen – Voorburg van de NZH (de opvolger van de stoomtramlijn) in etappes werd opgeheven ten gunste van de nieuwe buslijnen 40/41/42 en HTM-lijn 9 (de opvolger van de paardentramlijn).

De NRS droeg in 1890 haar activiteiten over aan de staat, die de exploitatie samenvoegde met die van de Maatschappij tot Exploitatie van Staatsspoorwegen (SS). Deze maatschappij werd op haar beurt in 1921 door een fusie met de Hollandsche IJzeren Spoorweg-Maatschappij (HIJSM) eigendom van de Nederlandse Spoorwegen (NS). De NS was via een andere dochter ook eigenaar geworden van een andere stoomtramlijn in de regio, de Voorburgse lijn (zie ook hieronder) en zag de kans schoon beide lijnen samen te voegen tot één lijn Leiden - Scheveningen. Deze lijn zou in de periode 1922-1924 geëlektrificeerd worden en vanaf 12 april 1924 onder de naam Blauwe Tram furore gaan maken. Toch is er allang vrijwel niets meer van terug te vinden van de Scheveningse lijn.

### De Westlandse lijn
Op 24 juni 1882 werd in Den Haag een tweede stoomtramlijn geopend. De Westlandsche Stoomtramweg Maatschappij (WSM) stelde toen het traject Lijnbaan (Den Haag) – Loosduinen open voor publiek verkeer. Overigens werd de exploitatie tot 1 juni 1885 verzorgd door de HIJSM, die ook een rol speelde bij andere stoomtramlijnen.
Deze lijn zou in de jaren daarna worden gekoppeld aan een net van stoomtramlijnen in het Westland, dat zo uitgebreid was dat er zelfs drie aansluitingen kwamen op het spoorwegnet van de NS: in Delft, Hoek van Holland en Maassluis. Ook voor goederenverkeer werd de lijn erg belangrijk. Zo werden onder meer alle Westlandse veilingen (uiteindelijk) aangesloten op het netwerk.
Nieuwe tractievormen kregen regelmatig de aandacht van de WSM. Zo werd in 1898 geëxperimenteerd met een gastram en in 1923 met een motortram. Maar de concurrentie met de bus bleek niet te winnen; zeker in het uitgestrekte Westland kon dit vervoermiddel overal komen, terwijl de tram uiteraard gebonden bleef aan de rails. Daarom werd in 1928 begonnen met de opheffing van het passagiersvervoer op de Westlandse lijnen dat op 1 oktober 1932 geheel werd gestaakt. Het tracé Lijnbaan – Loosduinen werd opgebroken, waarmee de laatste stoomtram verdween uit Den Haag. De geplande elektrische tramlijn zou pas 51 jaar later komen. In de tweede wereldoorlog keerden de passagierstreinen enige tijd terug.
De rest van het netwerk in het Westland bleef nog vele jaren intact voor goederenvervoer, zij het dat na de Tweede Wereldoorlog gebruik werd gemaakt van diesellocomotieven, en dat sommige trajecten toen al opgeheven waren. Na een overname van de goederendiensten door de NS in 1965 werd de laatste rit gereden op 1 februari 1970. Sinds 1983 rijdt tramlijn 2 ongeveer het oude traject tussen Den Haag en Loosduinen.

### De Voorburgse lijn
Op 19 juni 1885 werd de derde Haagse stoomtramlijn geopend. De IJsel Stoomtramweg-Maatschappij (IJSM) nam het trajectgedeelte Voorburg – Den Haag in gebruik als laatste deel van de tramlijn uit Leiden, die in de periode 1882-1885 in fasen geopend was. Het Haagse eindpunt kwam aan de Schenkweg, nabij de Bezuidenhoutseweg en het spoorwegstation Den Haag Staatsspoor.
De kaapsporige trambaan was grotendeels enkelsporig uitgevoerd en was 18 kilometer lang, een afstand die werd afgelegd in 80 minuten. Op het traject Den Haag – Leiden reden aanvankelijk 8 trams per dag per richting, meestal met intervallen van 2 uur. Tussen Den Haag en Voorburg reden korttrajecttrams, zodat op dat traject een uurdienst werd geboden. Rond de eeuwwisseling werd de frequentie van deze drukbeklante lijn opgevoerd tot uurdienst op het gehele traject, en 20-minutendienst tot Voorburg.
De lijn tussen Leiden en Den Haag werd in 1924 heraangelegd op normaalspoor en gekoppeld aan de Scheveningse (Rhijnspoor) lijn met gelijktijdige elektrificatie. Dit werd een van de Blauwe Tram lijnen.  Daarmee verdween de stoomtram ook van deze lijn.

### De lijn Hollands Spoor – Scheveningen
De grote concurrent van de NRS, de Hollandsche IJzeren Spoorweg-Maatschappij (HIJSM), wilde haar eigen station in Den Haag, Hollands Spoor, ook graag verbinden met Scheveningen. Aanvankelijk wilde de HIJSM een lijn die door de stad naar Scheveningen slingerde, maar dat wilde de gemeente toch liever niet. Wel een lijn buitenom de stad. De concessie hiervoor werd door de Haagse gemeenteraad verleend op 20 mei 1884. De HIJSM legde in de jaren daarna een dubbelsporige lijn naar Scheveningen aan die aan de zuidkant van het destijds bebouwde deel van Den Haag liep. Bij de Loosduinseweg werd een verbinding gemaakt met het netwerk van de WSM (dat in de begintijd immers beheerd werd door de HIJSM) zodat goederen vanuit het Westland rechtstreeks het HIJSM-spoorwegnet konden bereiken. Tevens werd bij de Conradkade/Reinkenstraat door middel van een dubbelsporige sporen-driehoek een zijtak uit beide richtingen noordwaarts aangelegd, die op korte afstand van en evenwijdig aan de Laan van Meerdervoort tot aan de Anna Paulownastraat liep.
Deze lijn behoorde tot de drukste HSM-stoomtramlijnen, waarop een intensieve dienst werd gereden. De lijn naar de Anna Paulownastraat werd opgeheven op 4 december 1915. Het stationsgebouw bestaat nog steeds. De elektrische trams van de HTM hadden de stoomtram hier weggeconcurreerd. Naast het drukke reizigersvervoer was er ook een intensief goederenverkeer naar de haven van Scheveningen. Op 1 januari 1926 werd de lijn overgedragen aan de HTM, die deze elektrificeerde en op 15 juli 1927 in dienst stelde als tramlijn 11. Deze gebruikte nog tot eind oktober 1965 het overkapte kopeindpunt van de stoomtram bij het station Den Haag Hollands Spoor aan de zijde van de Parallelweg.
Nog steeds heeft deze lijn nummer 11 in het Haagse netwerk. Tot 1974 was er nog goederenvervoer op de lijn. De HTM had hiervoor 2 elektrische locomotieven. Één daarvan is bewaard in het HOVM.

### De Delftse lijn
De Haagsche Tramweg-Maatschappij, opgericht op 17 mei 1887 als opvolger van de TH, liet er geen gras over groeien en opende zijn eigen stoomtramlijn al op 31 juli 1887. Het was een omzetting van de voormalige paardentramlijn die - met een enkele onderbreking - al vanaf 1866 het vervoer tussen Den Haag en Delft had verzorgd. Het traject voerde vanaf het Huygensplein (Den Haag) over de Rijswijkseweg, door Rijswijk naar Delft, waar aan de Rotterdammerpoort het eindpunt was.

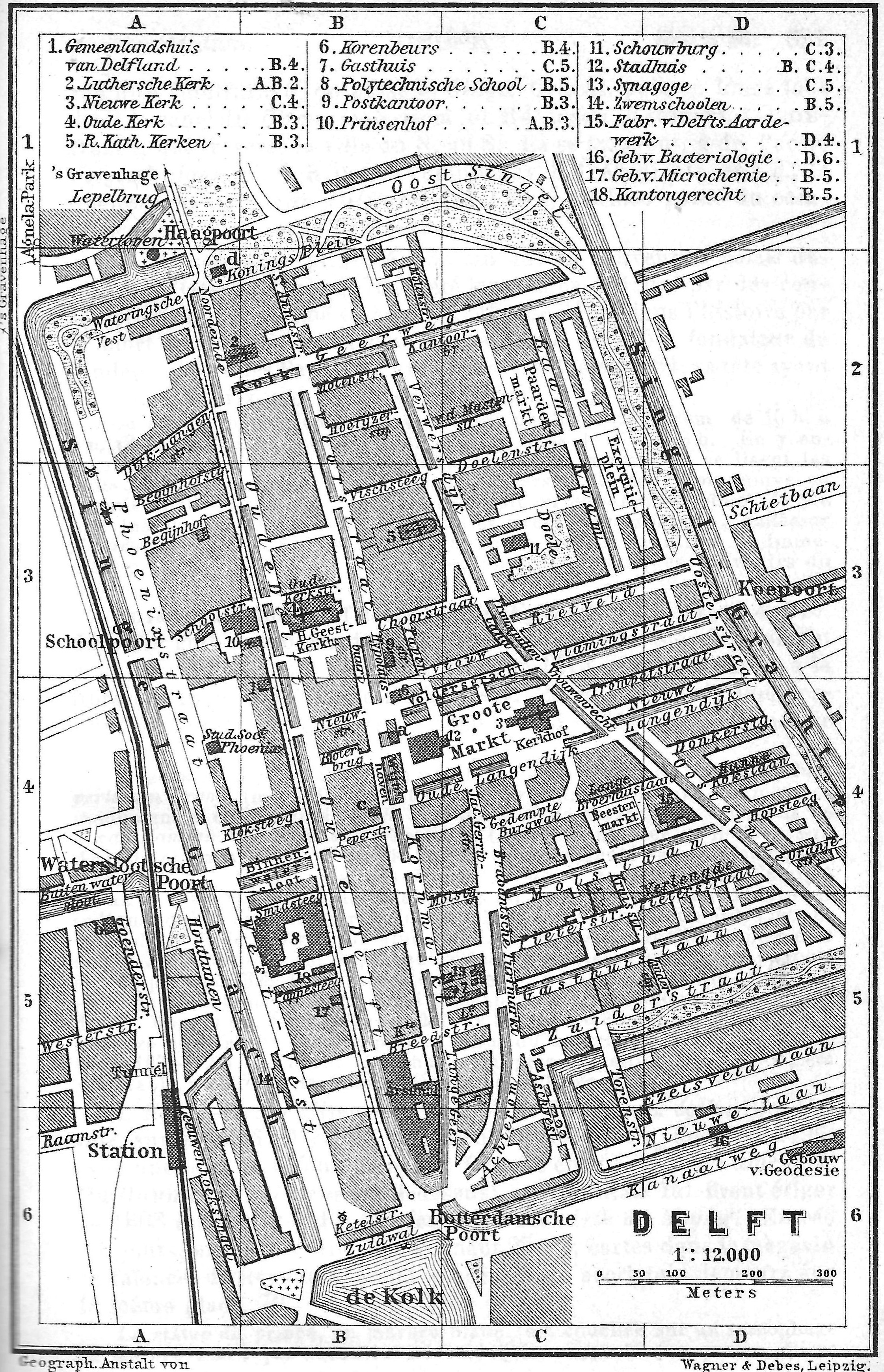
Oude tramroute door Delft

#### Stoomtramlocomotieven
De voor deze lijn vanaf 1887 aangekochte locomotieven 1 t/m 6 waren gebouwd door de Duitse locomotievenfabriek Henschel und Sohn:
- 1. ’s-Gravenhage (1887-1924)
- 2. Rijswijk (1887-1909)
- 3. Reineveld (1888-1924)
- 4. Delft (1888-1909)
- 5. Vrijenban (1889-1924)
- 6. Zuid-Holland (1890-1909)

Vanaf 1904 werden nieuwe locomotieven 7 t/m 12 ingezet van de Machinefabriek Breda (Backer & Rueb):
- 7. Eend (1904-1924)
- 8. Ooievaar (1904-1924) (is bewaard gebleven, rijdt bij Museumstoomtram Hoorn-Medemblik)
- 9. Gans (1906-1924)
- 10. Snip (1906-1924)
- 11. Kieviet (1909-1924)
- 12. R. van Hasselt (1909-1924)

In 1896 had men het plan om vanuit Scheveningen met accutrams door te gaan rijden naar Delft. De proefritten slaagden, maar toch ging het niet door en zou het nog 87 jaar duren voordat een doorgaande lijn ingesteld werd.

## Algemeen
Het stoomtijdperk kwam na het eerste kwart van de twintigste eeuw rondom Den Haag technisch aan zijn einde. Rook en smook, olie en vet, werden vervangen door een schone manier van vervoer, aangedreven door elektrische tractie. Van de vijf stoomtramlijnen in Den Haag zijn er vier die na elektrificatie nog jaren als tramlijn hebben geopereerd, en twee van deze lijnen zijn heden ten dage, meer dan 130 jaar na de eerste oprichting, nog steeds operationeel.
Een handicap bij het uitvoeren van de dienstregeling is voortdurend geweest dat de meeste lijnen waren uitgevoerd met enkelspoor. Wel waren er hier en daar wisselplaatsen, maar toch werd de punctualiteit van de tram hierdoor niet bevorderd. Het is dan ook niet verwonderlijk dat de enige lijn die direct als dubbelsporige lijn werd opgezet, de lijn Hollands Spoor – Scheveningen, als de succesvolste stoomtramlijn in de Haagse regio wordt beschouwd.